# Wielichowo (gmina)

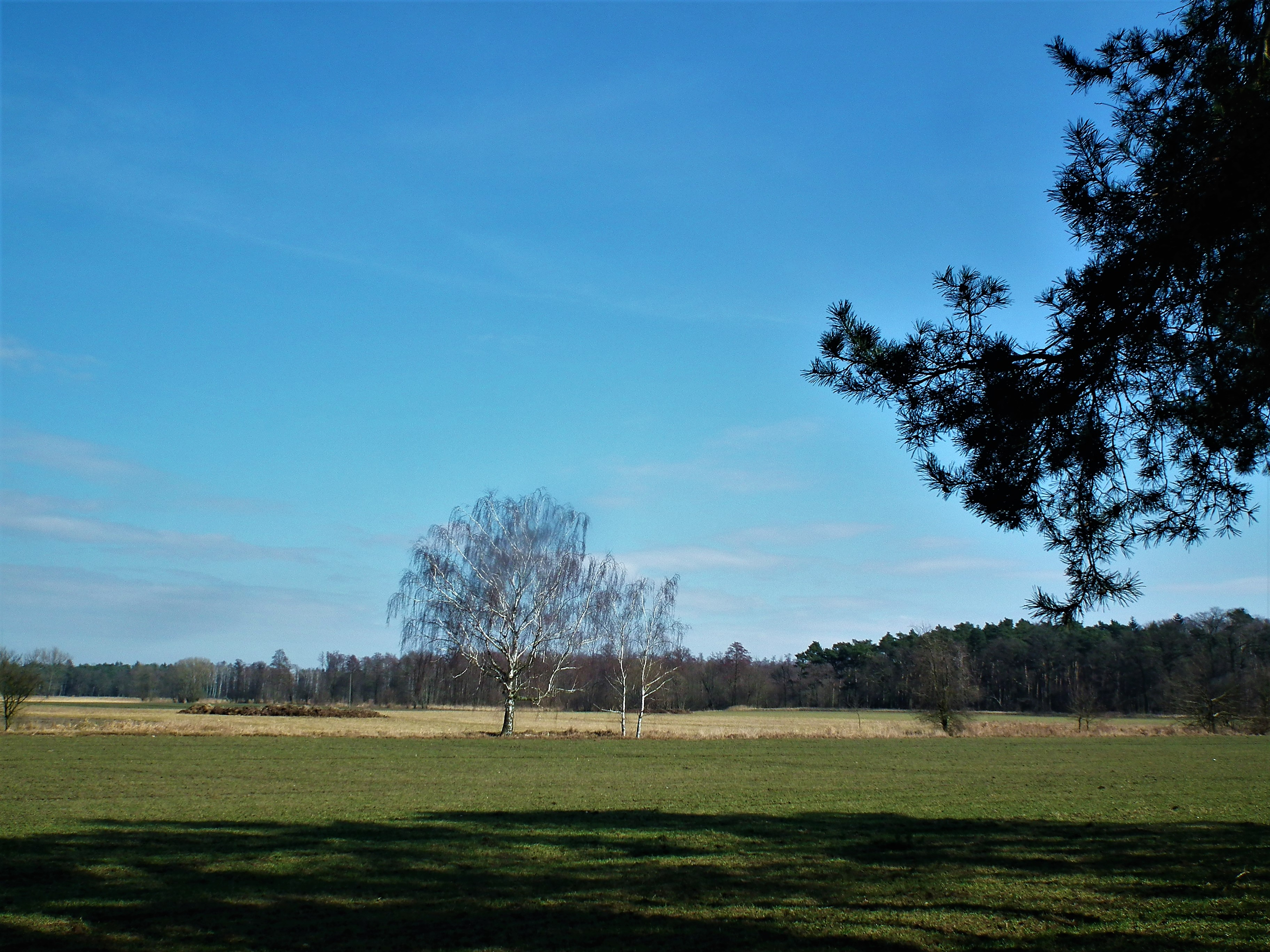
Krajobraz gminy w rejonie Reńska

Wielichowo – gmina miejsko-wiejska w województwie wielkopolskim, w powiecie grodziskim. W latach 1975–1998 gmina położona była w województwie poznańskim.
Siedziba gminy to Wielichowo.
Według danych z 2013 gminę zamieszkiwały 6871 osoby, z czego 74% mieszka na terenach wiejskich.

## Wiadomości ogólne
Gmina Wielichowo jest jedną z pięciu gmin powiatu grodziskiego i usytuowana jest w jego południowej części. Według danych z roku 2013 gmina ma powierzchnię 107,58 km² i ma charakter miejsko-wiejski. Wielichowo należy do gmin o średnim poziomie zaludnienia (64 osób/km²), co jest wartością mniejszą niż średnia krajowa (112 osób/km²), ale wartość ta zbliżona jest do takiej, jaką charakteryzuje się większość gmin miejsko-wiejskich województwa. Sieć osadniczą Gminy tworzą miasto Wielichowo i 20 wiejskich jednostek osadniczych, w tym 15 wsi sołeckich.
Wielichowo to gmina o zdecydowanie rolniczym charakterze – użytki rolne zajmują 81% jej powierzchni. Rolnictwo jest podstawą utrzymania mieszkańców; od lat 60-70. w znacznej mierze jest ono nastawione na uprawę pieczarek. Wyrazem znaczenia uprawy pieczarek w gospodarce Gminy może być organizowane rokrocznie Święto Pieczarki. Z upływem lat program wzbogacany jest o nowe elementy, mające na celu przekształcenie święta w ogólnopolskie spotkania pieczarkarzy.
Siedzibą władz Gminy jest miasto Wielichowo, pełniące również funkcję usługową dla mieszkańców Gminy. Na obszarach wiejskich dominuje funkcja rolnicza we wszystkich jednostkach osadniczych. Pozarolnicza funkcja – produkcyjna – występuje we wsiach: Wielichowo-Wieś, Augustowo, Łubnica i Ziemin. Na sferę społeczną i gospodarczą zachodniej części Gminy pewien wpływ wywiera bliskie położenie Rakoniewic – miasta większego od Wielichowa i korzystniej usytuowanego pod względem powiązań komunikacyjnych (przy drodze krajowej nr 32). Z kolei silna wieś Wilkowo Polskie oddziałuje na wsie położone w sąsiednich gminach Śmigiel i Przemęt.
Przyszłość Wielichowa należy nadal wiązać z rozwojem rolnictwa i jego otoczenia, w szczególności pieczarkarstwa, z uwagi na dobre tradycje Gminy w tym zakresie. Charakter Gminy pozwala także rozwinąć funkcje pozarolnicze, przede wszystkim rzemiosło i usługi.

## Demografia

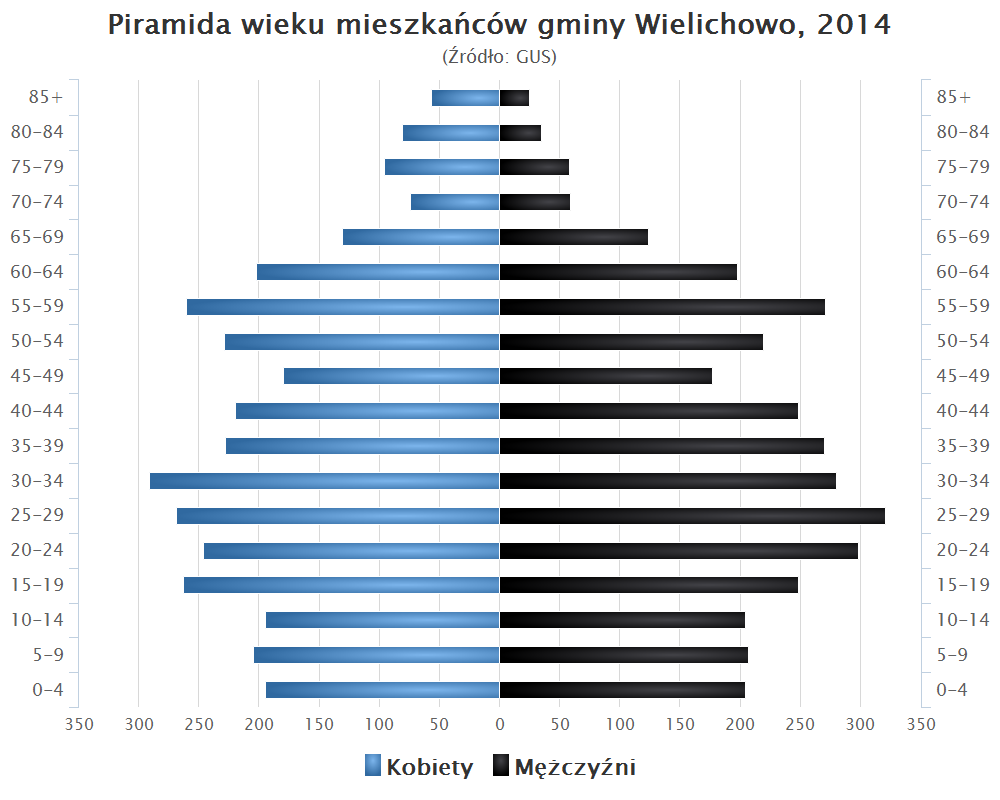
Piramida wieku mieszkańców gminy Wielichowo w 2014 roku

## Szata roślinna
Gmina Wielichowo położona jest pod względem geobotanicznym na terenie rozległego Okręgu Poznańsko-Gnieźnieńskiego w ramach Krainy Wielkopolsko-Kujawskiej i Pododdziału Pasa Wielkich Dolin.
Na obszarze Gminy dominują dwa typy krajobrazów roślinnych: krajobraz grądowy, związany głównie z obszarami wysoczyzn morenowych oraz krajobraz łęgów jesionowo-olszowych, związanych z rozległą pradoliną.
Jak wynika z mapy potencjalnej roślinności naturalnej Środkowej Wielkopolski, na terenie Gminy dominują ubogie siedliska środkowo-europejskiego łęgu jesionowo-wiązowego, w pradolinie – łęgów jesionowo-olszowych, a w dolinach rzecznych – łęgów jesionowo-wiązowych. Przeważają krajobrazy polowe ze znacznym udziałem elementów naturalnych lub seminaturalnych (25-50%), leśno-łąkowo-polne i łąkowo-polne na siedliskach grądów. W dolinie Środkowej Obry przeważają krajobrazy antropogeniczne seminaturalne, wybitnie łąkowe (łąki > 75%) na siedliskach łęgów olszowo-jesionowych.
Ważną rolę w otwartym krajobrazie Gminy odgrywają zadrzewienia śródpolne, przydrożne, zieleń przywodna, zieleń parkowa, cmentarna, sady i ogrody przydomowe, które spełniają nie tylko funkcję krajobrazową, ale także ochronną. Wpływają na kształtowanie lokalnego klimatu obszarów, na których występują, podnoszą walory estetyczno-krajobrazowe, spełniają rolę wiatro- i glebochronną.
Cechą charakterystyczną południowej części Gminy (Doliny Środkowej Obry) są bardzo liczne i dobrze rozmieszczone zadrzewienia i zakrzewienia śródpolne i przywodne. Roślinność spełnia tu rolę regulatora stosunków wodnych.
Uprawom polowym towarzyszą zbiorowiska roślinności segetalnej – chwastów jedno- albo dwuletnich, rzadziej bylin, pozostających w zależności od rodzaju i pory zabiegów agrotechnicznych.
Do naturalnych zespołów roślinnych należą lasy. Gmina leży w obrębie Krainy Wielkopolsko-Pomorskiej i dzielnicy Wielkopolsko-Kujawskiej. Dzielnica ta charakteryzuje się warunkami sprzyjającymi rozwojowi borów sosnowych świeżych z domieszką gatunków liściastych: dębu, buku i grabu.
Lasy zajmują około 14,1% powierzchni Gminy. Pod względem lesistości Wielichowo należy do grupy o małym stopniu zalesienia, jak wcześniej wspomniano, znacznie poniżej średniej wojewódzkiej i krajowej. Kompleksy leśne należą administracyjnie do Nadleśnictwa Żegrowo. Lasy ochronne występują w pradolinie. Większość kompleksów leśnych występuje w pradolinie na siedliskach wilgotnych. Są to lasy wilgotne, bory mieszane wilgotne, lasy mieszane wilgotne i lasy olsowo-jesionowe. Na wyniesieniach, często na terenach zwydmionych, spotyka się bory świeże. Najczęściej spotykanym typem siedliskowym w lasach Gminy jest bór mieszany świeży, las mieszany oraz las wilgotny. Panującym gatunkiem jest sosna z domieszką dębu i brzozy, a na terenach podmokłych olsza. W lesie mieszanym w drzewostanie przeważa sosna z domieszką dębu, brzozy, topoli, a w lesie świeżym – dąb z topolą, modrzewiem i świerkiem.
Na obszarach leśnych żyją – podobnie jak w innych rejonach Wielkopolski – sarny, jelenie, dziki, kuny i lisy. Na polach występują głównie zające, kuropatwy i bażanty.
Największym bogactwem przyrodniczym Gminy jest Dolina Środkowej Obry o charakterze łąkowo-leśnym, stanowiąca na odcinku od Brońska do Wronia ważną w skali międzynarodowej i krajowej ostoję rzadkich i zagrożonych ptaków. Gniazdują tu między innymi: bocian czarny, bocian biały, gęgawa, kania czarna, błotnik stawowy, błotnik, orlik krzykliwy i żuraw.
Gmina Wielichowo posiada również obszary i obiekty o dużej wartości przyrodniczej poddane ochronie prawnej. Są to:
1. pomniki przyrody; w rejestrze Wojewódzkiego Konserwatora Przyrody znajduje Wojewódzkie się 12 pojedynczych okazów drzew i 2 grupy drzew:
- Prochy – dąb szypułkowy
- Śniaty – dąb szypułkowy
- Wielichowo – dąb szypułkowy, grupa dwóch dębów szypułkowych, lipa drobnolistna, buk zwyczajny
- Wilkowo Polskie – klon zwyczajny, jesion wyniosły, świerk syberyjski, grab pospolity, dąb czerwony, grupa dwóch dębów szypułkowych
- Zielęcin – wiąz szypułkowy i lipa drobnolistna

2. parki dworskie, objęte ochroną Wielkopolskiego Wojewódzkiego Konserwatora Zabytków
3. gleby klasy III, torfowiska i bagna – zgodnie z ustawą z dnia 3 lutego 1995 r. o ochronie gruntów rolnych i leśnych
4. lasy ochronne w dolinie Obry – zgodnie z ustawą z dnia 28 września 1991 r. o lasach.
Do rejestru zabytkowych parków wpisano 3 obiekty parkowe, 4 parki posiadają natomiast dokumentację ewidencyjną.